# Коваль, Емельян Васильевич
Емельян Васильевич Коваль (24 февраля 1920, с. Рахин, Станиславовское воеводство, Польша — 19 января 2019, Львов, Украина) — член провода Организации Украинских Националистов (более известный под псевдонимами «Дир» или «Демьян»).

## Биография
Родился 24 февраля 1920 года в селе Рахин. Окончил кооперативные курсы в городе Долине. В 1938 году вступил в ОУН.
1 июля 1941 года участвовал в провозглашении в Долине Акта восстановления Украинского государства. Был впоследствии арестован гестапо и находился в Тюрьме на Лонцкого во Львове. Позже находился в лагере Монтелюпих в Кракове, а оттуда отправлен в концлагерь Аушвиц, где находился более двух лет вместе с Василием Бандерой.
После Второй мировой войны стал активным общественно-политическим деятелем украинской диаспоры в Бельгии. С 1951 года в течение 20 лет возглавлял Союз украинской молодежи в Бельгии, издавал журналы для детей и молодежи «Крылатые» и «Авангард». Был председателем Совета общественных организаций Бельгии, членом Совета директоров Всемирного конгресса украинцев, один из президентов Европейского конгресса украинцев.
В 2013 году вместе с женой Иванной вернулся в Украину, проживал до конца жизни во Львове.

## Награды
- Орден Свободы (1 декабря 2015 года) — за значительный личный вклад в государственное строительство, социально-экономическое, научно-техническое, культурно-образовательное развитие Украинского государства, весомые трудовые достижения, многолетний добросовестный труд[2].
- Орден «За заслуги» III степени (8 февраля 2010 года) — за весомый личный вклад в социально-экономическое и культурное развитие Украины, высокий профессионализм и многолетний добросовестный труд[3].
- Орден «За мужество» III степени
- Офицер ордена Леопольда II (Бельгия, вручён 24 февраля 2015 года)[4].
- Почетный гражданин города Долина
- 24 сентября 2015 года в его честь в городе Долине переименовали улицу В.Терешковой.[5]